# Red Faction: Guerrilla
Red Faction: Guerrilla è un videogioco sparatutto in terza persona del 2009, sviluppato da Volition e pubblicato da THQ per Xbox 360, PlayStation 3 e PC.
Caratteristica unica del titolo è l'uso del motore fisico GEO-MOD 2.0, che garantisce un'altissima distruttibilità del mondo di gioco.

## Trama
Nell'anno Domini 2075, l'umanità sbarcò su Marte con l'intento di colonizzarlo per estrarne i minerali, ormai esauritisi sul suolo terrestre. L'azienda dedita all'estrazione di minerali, la ULTOR Corporation, era nota soprattutto per la gestione coatta dei suoi dipendenti che scatenano una rivolta, dopo l'ultima metaforica goccia che fa traboccare il vaso: lo scoppio di un'epidemia. L'aggregarsi in una resistenza improvvisata (autonominatasi Red Faction) non basta agli oppressi minatori per liberarsi dal giogo dell'ULTOR, quindi costoro mandano insistenti richieste di aiuto alla forza militare nota come Earth Defence Force (EDF). L'intervento dell'EDF si rivela determinante, e la ULTOR viene smantellata, col suo prepotente regime. Ora lo sviluppo delle attività minerarie e di terraformazione vengono svolte in un rinnovato clima di pace e placidità, destinato a durare una cinquantina d'anni. Più passa il tempo, però, più diventa chiaro che i protettori di Marte aspirano a farne da padroni, e poco a poco aumentano la ferocia di pattugliamenti, militarizzazione e controllo della popolazione.
ç'EDF diventa per i lavoratori marziani ciò che rappresentava l'ULTOR anni prima, e perciò recuperato il redivivo nome di "Red Faction", viene riformata una resistenza tutta nuova per opporsi ai tirannici militari terrestri. Questa situazione politica è nella sua climax ascendente quando un minatore terrestre, esperto in demolizioni, Alec Mason sbarca dalla Terra su Marte in cerca di un nuovo impiego, e per ripristinare il nucleo familiare che dopo il decesso della loro madre è formato solo da Alec e suo fratello Dan, zelante membro della resistenza, intenzionato a attirare anche Alec all'interno della fazione. Alec arrivato su Marte viene destinato dall'EDF al settore Parker, uno dei sei settori in cui è stata politicamente divisa la superficie terraformata di Marte. Non passa molto, da quando Alec arriva sul pianeta, che ritrova il fratello Dan. In sua compagnia si reca in una zona isolata della regione Parker, per racimolare qualche materiale da costruzione. In questa occasione Dan fa notare ad Alec che un demolitore esperto come lui farebbe la fortuna della resistenza, ma Alec non ha intenzione di mettere a rischio il prospetto di una vita tranquilla per gli ideali della Red Faction, e tra loro scoppia un breve diverbio. A interromperli sarà un Drone aereo dell'EDF, il quale rintracciato il rivoluzionario ricercato Dan Mason, lo abbatte inesorabilmente.
Alec scosso e arrabbiato torna in direzione di casa propria dove trova uomini dell'EDF a frugare tra le sue cose. Per Alec le cose non buttano bene, i soldati hanno tutte le intenzioni di arrestarlo per le sue parentele invise alla forza d'occupazione, e gli revocano le licenze minerarie come atto prodromico all'arresto. Mentre Alec perde la testa arrivando quasi a spintonare l'ufficiale dell'EDF si fa viva la Red Faction che spara in un agguato a tutta la guarnigione sul posto, tranne l'ufficiale con cui Mason stava avendo il diverbio, visto che trova riparo dietro l'autoblindo a bordo di cui erano arrivati i soldati: sarà proprio Alec a dargli il colpo di grazia brandendo il pesantissimo martello per l'estrazione dei minerali e la demolizione, che è anche il simbolo della fazione; Come il capo della resistenza stessa, Hugo Davies, anche lui sul posto, dice a Mason, ormai il suo coinvolgimento non dipende più dalla sua volontà, e ne propizia l'ingresso nella Red Faction. Alec collabora allora ciecamente e, senza alternative per la propria sopravvivenza, alla causa della liberazione di Marte. Svolge missioni di recupero, salvataggio, e aggressive per compromettere obiettivi simbolici e militari dell'EDF. 
Libera Parker, settore civile, ridando speranza alla gente di Marte, la quale in lui,  che porta i maggiori risultati sul campo, vede la più grande speranza per realizzare l'indipendenza agognata.  Libera Dust, settore industriale, accaparrandosi il favore dei minatori e attirando su di se le attenzioni del Generale Comandante Roth, responsabile di tutte le operazioni marziane dell'EDF e ditatore de facto del pianeta. Liberato il secondo settore si aprono le porte delle Badlands, roccaforte aerea dell'EDF su Marte, dove la Red Faction fonderà, grazie alle caratteristiche del territorio, ostile e conteso anche dai nativi marziani, detti Marauders, la propria base operativa. Proprio nelle Badlands, Mason, fa una scoperta fondamentale per le dinamiche del gioco e della trama. Pedinando due Marauder disattenti, giunge ad un vecchio complesso di ULTOR diroccato e abbandonato. Lì trova un manufatto Marauder non meglio identificabile, e Mason isolato dalle comunicazioni per via di una pessima recezione dei segnali radio decide di impossessarsene. Non farà in tempo nemmeno ad arrivare all'area centrale del complesso che una schiera di soldati EDF inizia a darsi battaglia contemporaneamente con Mason e con i marauders giunti sul posto per scacciarli. Nella confusione Mason approfitterà per dileguarsi e concretizzare il furto.
Una cutscene mostra che nel frattempo negli uffici ad Eos, regione amministrativa, il comandante Roth viene informato che la Red Faction si è impossessata con successo dell'artefatto Marauder noto come Nanoproiettore, quindi, da ordine prioritario di recuperarlo prima che i ribelli ne intuiscano il potenziale. Presto detto. Samanya il tecnico scientifico della fazione capisce praticamente da subito cos'ha per le mani, e scopre che il Nanoproiettore è un dispositivo abbinabile a tutte le altre armi da sparo. Avvalendosi di processi nanotecnlogici i naniti che si legano alle munizioni possono scomporre e dileguare la materia stessa. Samanya lo abbina ad un fucile semiautomatico e lo consegna a Mason dicendogli di non cederlo mai ai persecutori di Marte, e che probabilmente lo stanno già rintracciando. Una volta che la Red Faction riesce a liberare sia le Badlands sia Oasis, il settore residenziale più ricco, rimangono solo due settori da liberare ma sono virtualmente inaccessibili. Eos ospita i monti più alti sul pianeta, e non è raggiungibile se non dalla ZIL (Zona a Ingaggio Libero), a sua volta impenetrabile perché ospita la più temuta artiglieria di Marte, i c.d. Cannoni di Tharsis, capaci di neutralizzare qualsiasi bersaglio sulla superficie marziana grazie al sistema satellitare di cui si avvalgono.
Individuati una manciata di punti ciechi la Red Faction organizza un'invasione suicida, che consiste nel guidare le macchine sfruttando questi punti e arrivare, per combattere, nelle caserme che ospitano i cannoni e conquistarli.  La missione finirà con esiti amarissimi, solo Mason dei partecipanti non avrà perso la vita, ma ora la Red Faction può infiltrarsi nel cuore dell'EDF, a Eos. Presso questa regione come prevedibile il terrore dell'EDF è più concreto e palpabile: più unità, più tecnologie, più spietatezza, ma la resistenza a poco a poco vince tutte queste difficoltà fino a definire un piano finale per scacciare gli oppressori dal pianeta. L'operazione intende sfruttare tutti gli uomini accumulati dalla resistenza per un assalto da tutti i settori, che circondano Eos. A metà strada rispetto alla postazione scelta per il gruppo di Mason i piani vanno a rotoli. L'EDF ha organizzato una vasta controffensiva al quartier generale della Red Faction. Mason e gli altri gruppi vi si dirigono con ingenti perdite. Hugo Davies muore. Il QG viene raso al suolo. La resistenza è dispersa e senza idee, mentre fuori Marte si appropinqua la E.D.S. HYDRA, nave da guerra letale comandata dall'ammiraglio Kobel, destinata ad atterrare per mettere fine agli sprazzi di ribellione.
Mason e Samanya sono ancora vivi e mentre il primo vorrebbe solo arrendersi Samanya che confida nel proiettore rivela a Mason di essere una Marauder che ha abbandonato tempo addietro i suoi simili, e che vorrebbe chiedere il loro aiuto per mandare avanti la causa. Restio come sempre Alec, ormai il capo della Red Faction, guida attraverso le Badlands per chiedere con Samanya udienza a sua sorella Vasha, capo dei marauder. Dopo aver fatto sapere alla gente di Marte che la Red Faction non è finita, e dopo aver rallentato i piani dell'EDF usando contro di loro i Cannoni di Tharsis, Marauders e ciò che rimane della ribellione avanzano alla volta del monte Vogel, a nord del quartiere amministrativo di Eos. L'obiettivo è un grosso cannone a particelle armabile con il Nanoproiettore. Se la resistenza riuscisse a sparare un colpo da lì contro l'E.D.S. HYDRA per la corazzata sarebbe finita, e l'EDF dovrebbe rinunciare a Marte.
A sbarrare la strada di Mason e dei nativi che lo seguono le sacche degli oppressori, e il comandante Roth in persona, urgentemente preso dal recuperare il proiettore, in quanto unica speranza di non vedere deflagrare la sua brillante carriera militare. Ucciso Roth e sparato il colpo dissolvente, dell'HYDRA e dell'EDF non rimarrà metaforicamente e letteralmente nulla su Marte, finalmente libero e in mano ai nativi marziani.

## Personaggi

### Red Faction
Alec Mason: Protagonista del gioco, Alec non trova indispensabile salvare marte, ma sia per le circostanze, che per la voglia di vendetta, diventerà il futuro eroe di questo pianeta.
Dan Mason: Fratello maggiore di Alec, insegna alle reclute le basi della guerriglia. Rappresenta un dei migliori uomini per la Red Faction. È l'uomo che introdurrà Alec nella Red Faction. Morirà poi per mano dell'EDF.
Hugo Davies: Abile stratega e guerrigliero, punto di riferimento per tutti i guerriglieri nonché leader. Farà particolare affidamento su Alec.
Samanya: Orfana nata su marte e tecnico intellettuale della Red Faction. È un'ex marauder che si è unita ai coloni perché ripudiava la natura violenta del suo popolo. Nel gioco fornirà armi e potenziamenti indispensabili.
Jenkins: Jenkins è un esperto di macchine. Apparirà per guidare spericolati raid a bordo del suo Jetter Marauder modificato.
Kepler: veterano della Red Faction e guerrigliero senza eguali. Prende quasi sempre parte alle missioni fondamentali per i ribelli.

### Earth Defence Force
- Gen. Bertram Roth: Valente generale EDF, ma anche ineguagliabile tiranno e despota. Gli è stato affidato il pieno controllo delle operazioni su Marte. È convinto che questo sia uno stratagemma per rovinargli la carriera.

- Ammiraglio Lucius Kobel: Posto a capo della più letale nave da guerra dell'universo, ovvero L'EDS HYDRA. Kobel è un esperto e abile politico. Confida nel fatto che sarà sicuramente il sostituto di Roth, qualora venisse sfiduciato dal consiglio di marte.

- Colonnello Joseph Broga: Quello di Broga è il cervello che ha partorito le migliori creazioni EDF, come la zona a ingaggio libero e il centro di prigionia. Grazie alla fama e alla stima ottenuta, Broga ha ottenuto il settore delle Badlands in custodia.

- Capitano Halvar Gunnarsen: Indubbiamente Gunnarsen è una figura che incute timore. Posto a presidiare Dust è noto per le carneficine da lui provocate.

### Marauder
- Vasha: Leader dei marauder e sorella di Samanya. Il suo popolo è costituito da valorosi guerrieri che si servono di tagliagole, fucili a pompa e di brillanti scienziati.

## Settori
- Parker: Settore residenziale povero e con potenzialità minerarie, ospitava il primo QG della Red Faction

- Dust: Settore industriale per eccellenza, vasto e militarizzato, tanto ché il suo municipio è diventato una roccaforte EDF

- Badlands: Settore che ospita le basi per i droni aerei EDF. Ospita, altresì, il più nuovo e organizzato QG della Red Faction e una ampissima zona radioattiva oltrepassata la quale è situata la base molto estesa dei Marauders

- Oasis: Settore residenziale ricco, anche dal punto di vista minerario. Parrebbe che l'EDF si sia rivelato meno oppressivo a Oasis.

- EOS: Settore amministrativo. Oltre ad un folto numero di edifici militari ospita molti edifici propagandistici e istituzioni politiche.

- Zona a ingaggio libero: zona inospitale e deserta. Unica costruzione è l'imponente agglomerato di caserme presso cui sono ospitati i cannoni di Tharsis. I confini sono recintati di segnali di allerta e di accessibilità solamente militare; chi sconfina viene abbattuto nel giro di qualche secondo dal fuoco satellitare dei cannoni.

## Veicoli
- Walker da guerra: è una macchina di distruzione dotata di torrette lanciarazzi. Ideale per creare scompiglio fra le file dell'EDF

- Walker Leggero: rapido e diretto. Ottima macchina di distruzione e, poiché dotato di jet pack, perfetto per raggiungere zone posizionate ad altezze elevate.

- Walker Pesante: È di dimensioni colossali e provoca danni ingenti con il minimo sforzo.

- Trasporti E.D.F.: sono auto dotate spesso di torrette che si distinguono in semplici auto di pattuglia, jeep o trasporti corazzati.

- Convogli: Sono dei giganteschi camion che vengono usati per trasportare soldati o rifornimenti.

- Carri: I carri sono armi efficientissime. Sono dotati di un cannone che provoca pesantissimi danni, e di una mitragliatrice.

- Velivoli: difficili da colpire, dotati di torrette e missili dall'efficacia unica.

## Armi
Armi Red Faction
Armi spesso improvvisate ma decisamente efficaci. Sono potenziabili presso la postazione di Samanya il cui intelletto sta dietro la maggior parte delle armi.
- Nano Fucile: come anticipato smaterializza gli oggetti che colpisce. Ciò lo rende utile (oltre che contro persone) contro macchine ed edifici.

- Saldatore ad Arco: ricavato da Samanya da attrezzi adibiti al lavoro in miniera, spara scariche elettriche che stordiscono e uccidono il nemico, anche quando all'interno di un veicolo.

- Lanciarazzi: ricavato da Samanya da attrezzi adibiti al lavoro in miniera, il lanciarazzi può potenziarsi con l'opzione di multicolpo e con la ricerca termica del bersaglio.

- Sparalame: ricavato da Samanya da attrezzi adibiti al lavoro in miniera, spara seghe circolari in grado di danneggiare sensibilmente anche i veicoli

- Razzi Termo-Barici: arma che causa danni addirittura maggiori del lanciarazzi; può esser fatto detonare a mezz'aria.

- Carica a distanza: bombe che dopo esser state piazzate (il numero di quelle piazzabili dipende dal livello di potenziamento) esplodono tramite il comando del detonatore.

- Mine di prossimità: provocano ingenti danni a tutto ciò che vi passa sopra, una volta posizionate sul terreno.

- Martello da lavoro: silenzioso, veloce, indispensabile. Potenziabile nelle sue versioni più aggressive di ''spaccapietre'' e ''frantumatore''.

- Martello dorato: ottenibile attraverso il codice "HARDHITTER" direttamente inseribile nel menù di gioco.

Armi dell'E.D.F.
- Fucile d'assalto: arma automatica del gioco.

- Enforcer: variante del fucile d'assalto ma dotato di proiettili a ricerca termica, quindi tendenzialmente più preciso, ma perde la potenza originaria del fucile d'assalto.

- Pistola: letale e precisa, è l'arma più amata dagli ufficiali EDF

- Pacificatore: fucile a pompa semi-automatico, una scarica di colpi di questo fucile è letale.

- Fucile Gauss: spara colpi elettromagnetici a velocità altissima che riescono a perforare le mura e a spazzare via i mezzi più leggeri

- Fucile da cecchino: funziona come un tradizionale fucile da cecchino.

- Rail driver: è dotato di mirino termico a infrarossi, i suoi colpi passano attraverso i muri perdendo minimamente potenza di fuoco.

Armi marauder
- Taglia-Gole: un'ascia primitiva che uccide i soldati corazzati con un colpo anche quando il martello ne richiederebbe più di uno.

- Fucile a pompa: Fucile a pompa dotato di potenza di fuoco doppia rispetto al pacificatore

## Contenuti scaricabili
THQ ha distribuito su PSN e Xbox Live contenuti scaricabili per il gioco che la versione PC del gioco include di base.

## Sequel
Il seguito, Red Faction: Armageddon (2011), è stato l'ultimo della serie, poiché THQ ha confermato di aver abbandonato la serie visti gli scarsi risultati delle vendite.